# Niels Thijssen
Niels Thijssen (27 januari 1983) is een Nederlands voormalig hockeycoach en -speler.

## Levensloop
Thijssen was tijdens zijn jeugd actief bij VHC Venlo, alwaar hij naast speler ook reeds op jonge leeftijd coach was van de U8-jongens en U16-meisjes. Na een korte periode als speler in de Nederlandse hoofdklasse zette hij op zijn 26e een punt achter zijn spelerscarrière om zich volledig te focussen op het coachen. Als assistent-coach van het damesteam van 's-Hertogenbosch behaalde hij de Nederlandse landstitel, alsook een Europese titel. In 2009 werd hij coach van het damesteam van B.H.V. Push uit Breda. Met deze club werd hij in 2010 kampioen in de overgangsklasse, maar liep hij alsnog de promotie naar de hoofdklasse mis in de play-offs. In 2011 werd hij werkzaam als trainer van de dames van Royal Antwerp HC. Met deze club werd hij driemaal landskampioen (2012, 2013 en 2015). In 2015 werd hij er opgevolgd door Bart-jan van Colleburg.
Sinds 2012 is hij daarnaast tevens aan de slag bij de KBHB, alwaar hij achtereenvolgens de U14 (jongens en meisjes), U18-meisjes en het 'dames development squad' onder zijn hoede had. In 2015 volgde hij Pascal Kina ad interim op als bondscoach van het Belgisch dameshockeyteam Pascal Kina. In 2017 volgde zijn definitieve aanstelling als bondscoach nadat zijn landgenote Ageeth Boomgaardt (bondscoach van juni 2016 tot maart 2017) er na een meningsverschil met haar technische staf de brui aan gaf. en in 2020 werd hij in deze hoedanigheid opgevolgd door zijn landgenoot. Raoul Ehren. Thijssen stuurde de Red Panthers onder meer aan op de Europese kampioenschappen van 2017 en 2019, alsook op het wereldkampioenschap van 2018.
In december 2020 trok Thijssen zich terug als bondscoach van het Belgische nationale team en beëindigde om persoonlijke redenen zijn loopbaan als hockeycoach.